# Panthers Otrokovice
Panthers Otrokovice (podle sponzora také Goldea Panthers Otrokovice) je český florbalový oddíl z Otrokovic.
Mužský tým hraje od sezóny 2023/2024 1. ligu (druhou nejvyšší soutěž). Ve 12 sezónách 2011/2012 až 2022/2023 hrál tým nejvyšší soutěž, Superligu florbalu. Největším úspěchem týmu byla účast v semifinále Superligy a konečné čtvrté místo v sezóně 2013/2014. Ve stejné sezóně tým také získal druhé místo v Poháru Českého florbalu.
V minulosti měl oddíl i ženský tým, který hrál jednu sezónu 2002/2003 nejvyšší soutěž (v té době 1. liga, dnes Extraliga). Postoupit do Extraligy mohl tým i pro sezónu 2009/2010, ale nepodal přihlášku.

## Historie
Otrokovický florbalový tým byl založen v roce 1998. Jeden z prvních florbalových klubů v Česku začal působit v druhé nejvyšší soutěži. V roce 1999 se Panteři přesunuly do na ZŠ Mánesova. V roce 2000 tým klesl do 2. ligy, kde působil až do roku 2009. Otrokovický klub v těchto letech vychoval řadu kvalitních hráčů, které si rozebíraly extraligové kluby. Po jejich návratu v roce 2010 Panthers postoupili do 1. ligy a rok poté do Extraligy.
Podle předešlých sponzorů se tým jmenoval i Hu-Fa Panthers Otrokovice a Navláčil Panthers Otrokovice.

## Mužský tým

### Sezóny
| Sezóna    | Úroveň | Soutěž              | Umístění | Poznámka |
| --------- | ------ | ------------------- | -------- | --- |
| 2008/2009 | 3      | 2. liga – divize IV |          | [ 8 ] |
| 2009/2010 | 3      | 2. liga – divize IV |          | Postup do vyšší ligy                                                                                                  |
| 2010/2011 | 2      | 1. liga             | 2.       | Prohra ve finále play-off proti Torpedo Havířov – Výhra v baráži proti AC Sparta Praha Florbal – Postup do vyšší ligy |
| 2011/2012 | 1      | Fortuna extraliga   | 7.       | Vypadnutí ve čtvrtfinále play-off proti TJ JM Pedro Perez Chodov                                                      |
| 2012/2013 | 1      | AutoCont extraliga  | 6.       | Vypadnutí ve čtvrtfinále play-off proti BILLY BOY Mladá Boleslav                                                      |
| 2013/2014 | 1      | AutoCont extraliga  | 4.       | Vypadnutí v semifinále play-off proti Tatran Omlux Střešovice                                                         |
| 2014/2015 | 1      | AutoCont extraliga  | 10.      | Výhra v 1. kole play-down proti FBC Liberec                                                                           |
| 2015/2016 | 1      | Tipsport Superliga  | 8.       | Vypadnutí ve čtvrtfinále play-off proti Technology Florbal MB                                                         |
| 2016/2017 | 1      | Tipsport Superliga  | 7.       | Vypadnutí ve čtvrtfinále play-off proti FAT PIPE Florbal Chodov                                                       |
| 2017/2018 | 1      | Tipsport Superliga  | 6.       | Vypadnutí ve čtvrtfinále play-off proti FAT PIPE Florbal Chodov                                                       |
| 2018/2019 | 1      | Tipsport Superliga  | 7.       | Vypadnutí ve čtvrtfinále play-off proti Technology Florbal MB                                                         |
| 2019/2020 | 1      | Superliga florbalu  | 7.       | Sezóna ukončena za stavu 1:1 na zápasy ve čtvrtfinále play-off proti 1. SC TEMPISH Vítkovice                          |
| 2020/2021 | 1      | Livesport Superliga | 14.      | Play-down zrušeno, protože sezóna 1. ligy nebyla dohrána                                                              |
| 2021/2022 | 1      | Livesport Superliga | 10.      | Vypadnutí v předkole play-off proti Black Angels                                                                      |
| 2022/2023 | 1      | Livesport Superliga | 14.      | Prohra v 2. kole play-down proti FB Hurrican Karlovy Vary – Sestup do nižší ligy                                      |
| 2023/2024 | 2      | 1. liga             | 4.       | Vypadnutí v semifinále play-off proti Kanonýři Kladno                                                                 |
| 2024/2025 | 2      | 1. liga             | 4.       | Vypadnutí v semifinále play-off proti FBŠ Hummel Hattrick Brno                                                        |

### Úspěchy
- Vítězové Prague Open 2002
- Pohár České pojišťovny 2012/2013 – 2. místo

### Známí trenéři
- Daniel Folta (2012–2015)